# 馬爾特納

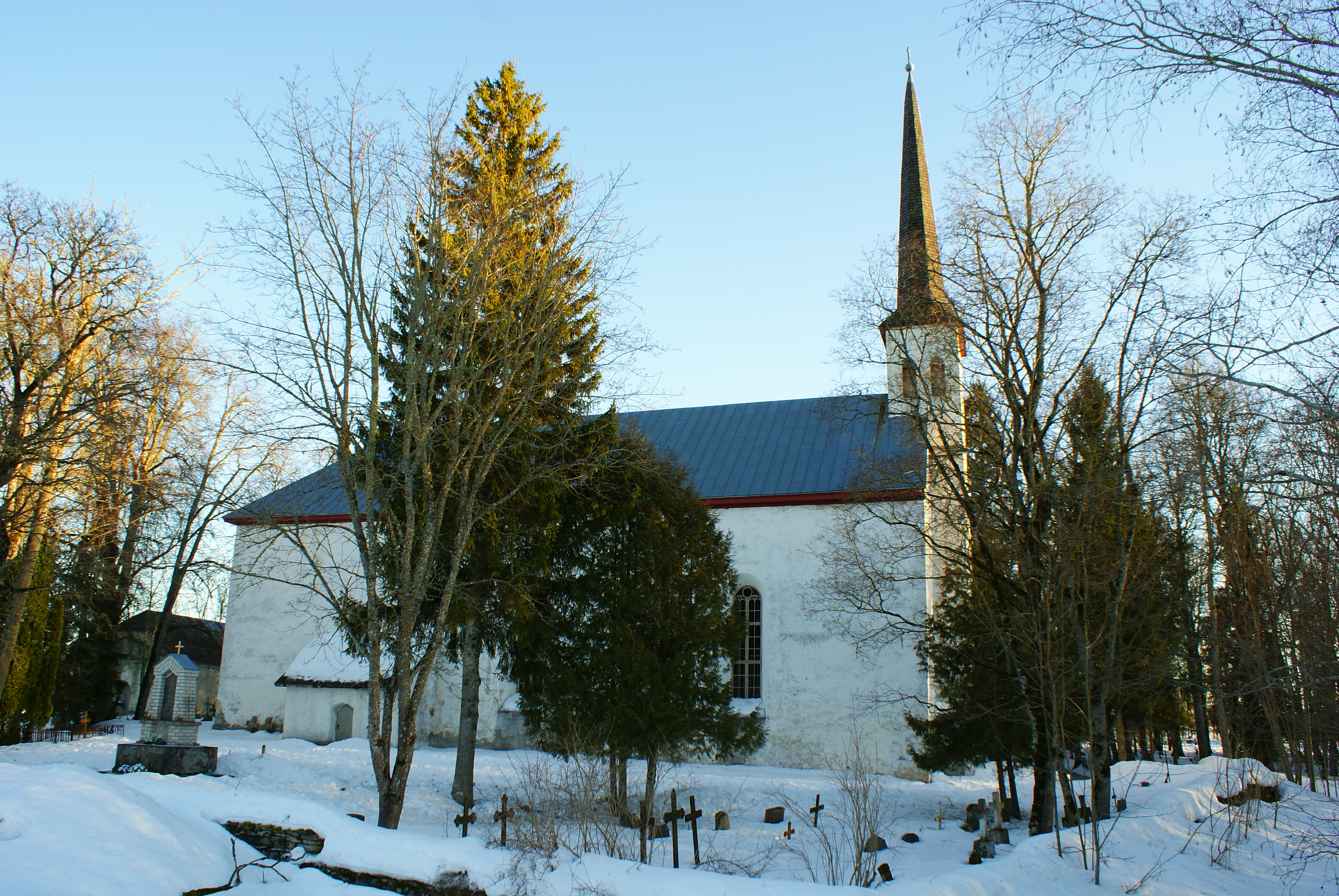
马尔特纳教堂

馬爾特納，是愛沙尼亞萊內縣莱内-尼古拉市镇内的村庄，位於該國西部，曾是原馬爾特納市镇的行政中心，處於首都塔林西南面80公里，海拔高度15米，2012年該村庄人口200。
58°51′N 23°48′E / 58.850°N 23.800°E